# Alternanthera procumbens
Alternanthera procumbens är en amarantväxtart som beskrevs av Schult.. Alternanthera procumbens ingår i släktet alternanter, och familjen amarantväxter. Inga underarter finns listade i Catalogue of Life.